# Leptasterias polaris
Leptasterias polaris là tên của một loài sao biển thuộc họ Asteriidae. Người ta phát hiện loài này sinh sống ở môi trường nước lạnh tại vùng tây bắc của Đại Tây Dương và ở những vùng cực.

## Mô tả
Loài sao biển này nhỏ, phát triển chậm, có 6 cánh. Mặt trên của nó thì có nhiều dai cùn và có những mảng màu nâu hoặc xám.

## Phân bố và môi trường sống
Leptasterias polaris sinh sống ở phía tây bắc của Đại Tây Dương từ vịnh Maine về phía bắc và vùng nước của Bắc Cực. Ngoài ra, nó còn sinh sống ở những vùng nước của Açores và châu Âu.

## Sinh thái học
Loài sao biển này là loài săn mồi chủ yếu ở nơi nó sống. Nhưng cá thể còn non thì sống trên đá ở độ sâu không quá 10 mét, thức ăn khi ấy của nó là các loài động vật thân mềm hai mảnh vỏ như: Mytilus edulis, Hiatella arctica. Còn những cá thể lớn hơn thì sẽ di chuyển xuống vùng nước sâu hơn và ăn những loài trai như: Serripes groenlandicus, Spisula polynyma, Mya truncata, Ensis directus. Chúng cũng ăn những động vật thuộc lớp Chân bụng như: Buccinum undatum và Arrhoges occidentalis. Các nhà khoa học đã phát hiện rằng nó có thể đánh hơi con mồi bằng khứu giác cũng như nó có thể nhịn ăn đến 2 tháng.
Vùng nước thích hợp để chúng sinh sản là có nhiệt độ là 2 độ C và khoảng thời gian chiếu sáng của mặt trời ở mức tối thiểu. Sau một chu kì từ 7 đến 8 tuần, các cá thể đơn lẻ sẽ tập trung lại. Con đực sẽ phóng tinh trùng của nó lên bề mặt đáy biển rồi con cái sẽ đẻ trứng lên đó. Sau đó, con cái sẽ chăm sóc trứng. Nhưng trứng không chăm sóc cũng phát triển với tốc độ là 4 tháng, tương đương với trứng được chăm sóc, do đó, việc chăm sóc sẽ giúp chúng tránh kẻ thù.